# Sisaket
Sisaket (in thailandese ศรีสะเกษ) è una città minore (thesaban mueang) della Thailandia di 41 032 abitanti (2020),, situata nel gruppo regionale della Thailandia del Nordest. Il suo territorio è compreso nel distretto di Mueang Sisaket, che è capoluogo della provincia di Sisaket.